# Насјелск
Насјелск (пољ. Nasielsk) град је у Пољској у Војводству мазовском. По подацима из 2012. године број становника у месту је био 7665.

## Становништво
| 2012. |
| ----- |
| 7.665 |